# Берри, Джейк
Джеймс Джейкоб Гилкрайст Берри (англ. James Jacob Gilchrist Berry; род. 29 декабря 1978, Ливерпуль) — британский политик-консерватор, депутатский офис Берри находится в Ротенстолле (графство Ланкашир). Министр без портфеля, председатель Консервативной партии (2022).

## Биография
Родился и вырос в Ливерпуле, окончил Шеффилдский университет, работал солиситором в манчестерской юридической фирме Halliwells, специализируясь на делах о коммерческой недвижимости.
В 2010 году избран в Палату общин от округа Россендейл и Дарвин.
Был назначен парламентским личным секретарём министра жилищно-коммунального хозяйства и местного самоуправления Гранта Шэппса, а в мае 2015 года — парламентским личным секретарём главного секретаря Казначейства Грега Хэндса.
8 июня 2017 года одержал в своём округе очередную победу на парламентских выборах с результатом 50,8 % — на 4,2 % больше, чем на выборах 2015 года. Основным соперником Берри стала лейбористка Элисон Барнс (Alyson Barnes), которую поддержали 44,4 % избирателей.
14 июня 2017 года премьер-министр Тереза Мэй назначила Джейка Берри парламентским помощником министра жилищно-коммунального хозяйства и местного самоуправления, поручив его ведению осуществление проекта «Северный энергоблок», начатого в 2014 году по инициативе канцлера казначейства Джорджа Осборна и имеющего целью промышленное развитие северных районов Англии через программу прямых инвестиций (в первую очередь — в города Ливерпуль, Манчестер, Шеффилд, Лидс и Йорк) для ликвидации экономического дисбаланса в сравнении с югом региона.
7 июня 2019 года Тереза Мэй усилила позиции Берри, наделив его дополнительно полномочиями парламентского помощника министра бизнеса и энергетики.
24 июля 2019 года при формировании правительства Бориса Джонсона назначен младшим министром канцелярии Кабинета с правом участия в заседаниях Кабинета и одновременно — младшим министром департамента жилищно-коммунального хозяйства, вновь получив в своё ведение проект «Северный энергоблок».
13 февраля 2020 года вышел из второго правительства Джонсона, отказавшись от предложенной ему в ходе серии кадровых перемещений должности в Форин-офисе. Своё решение объяснил желанием проводить больше времени со своей женой и тремя детьми младше трёх лет.
В период эпидемии COVID-19 критиковал введение правительством жёстких мер социального дистанцирования, назвав их «управлением через страх».
6 сентября 2022 года при формировании правительства Лиз Трасс назначен министром без портфеля, председателем Консервативной партии.
25 октября 2022 года по завершении правительственного кризиса был сформирован кабинет Риши Сунака, в котором Берри не получил никакого назначения.

## Личная жизнь
Жена — Шарлотта Алекса (Charlotte Alexa), в сентябре 2016 года Джейк Берри объявил о разводе после семилетнего брака, но в марте 2017 года у пары родился их первый ребёнок — сын Майло.
Вторым браком женат на Элис Робинсон (Alice Robinson), за четыре года у пары появились трое детей.